# Ислам в Сьерра-Леоне
Ислам в Сьерра-Леоне является самой распространённой религией: 80 % населения исповедуют ислам, главным образом сунниткого толка и маликитской школы.

## История
Первые мусульманские общины появились в Сьерра-Леоне в XVIII веке.
Особенно быстро ислам стал распространяться среди населения страны после обретения ею независимости от Великобритании в 1961 году.